# Manhunt
Manhunt (englisch für „Fahndung“, „Verbrecherjagd“; wörtlich „Menschenjagd“) ist ein Stealth-Actionspiel von Rockstar Games, das wegen seiner deutlichen und extremen Gewaltdarstellungen weltweit kontrovers diskutiert wurde. In Deutschland unterliegen das 2003 veröffentlichte Manhunt und der 2007 erschienene Nachfolger Manhunt 2 einem Verbreitungsverbot.
Das Spiel wurde im November 2003 für PlayStation 2 und im April 2004 für Xbox und Windows-PCs von Rockstar Games herausgebracht. Entwickelt wurde Manhunt von Rockstar North. 2007 erschien der Nachfolger Manhunt 2.

## Handlung
Der Spieler übernimmt die Rolle von James Earl Cash, einem verurteilten Verbrecher, der auf seine Hinrichtung wartet. Jedoch hat ein reicher, einflussreicher ehemaliger Hollywood-Regisseur namens Lionel Starkweather die örtliche Justiz bestochen, sodass die Hinrichtung nur vorgetäuscht und Cash dem Regisseur übergeben wird. Dieser setzt Cash ein, um mit seiner Hilfe Snuff-Filme zu drehen, in denen Cash die Mitglieder diverser Gangs vor laufender Kamera auf möglichst brutale Art und Weise umbringen soll.
Das Spiel wird von einigen als Parodie und Kritik auf diverse Aspekte der modernen Medienlandschaft betrachtet. Es wird als Satire auf die eskalierenden Reality-Shows gesehen. Der Film- und Medienbezug wird auch durch die Bezeichnung der einzelnen Levels als „Szenen“ nochmals verdeutlicht.

## Kontroverse
Die deutliche, brutale Gewaltdarstellung, besonders die Exekutionen, die nach erfolgreichem Anschleichen erfolgen, sorgten für einige Kontroversen. In fast ganz Europa wurde das Spiel aus dem Handel genommen.
Durch die Berichterstattung der RTL-Sendung Stern TV am 2. Juni 2004 mit Elke Monssen-Engberding, der Leiterin der BPjM, die das Spiel indiziert hatte, sorgte das Spiel für Aufsehen. Nach Angaben von Branchenkennern stieg daraufhin der Absatz des Spiels rapide an.
Mit Beschluss vom 19. Juli 2004 hat das Amtsgericht München die bundesweite Beschlagnahme des Titels nach § 131 StGB (Gewaltdarstellung) für die PlayStation 2 angeordnet. Im Sommer 2005 folgte ein Einziehungsbeschluss (ebenfalls vom AG München). In amtlichen Mitteilungen ist der Einziehungsbeschluss allerdings erst seit dem November 2005 gelistet. Die Einziehung hat eine Vernichtung der beschlagnahmten Träger zur Folge.
Im Rahmen des von Sony im Dezember 2015 vorgestellten PS2-Emulations-Programms für die PlayStation 4 wurde Manhunt im März 2016 digital veröffentlicht. Von einer Veröffentlichung in Ländern, in denen Manhunt auch vorher nicht erhältlich war – wie unter anderem Deutschland, Australien und Neuseeland – wurde abgesehen. Andere Rockstar-Spiele mit USK-Freigabe wie Grand Theft Auto III, Grand Theft Auto: Vice City, Grand Theft Auto: San Andreas sowie Canis Canem Edit sind hingegen in Deutschland weiterhin verfügbar.